# 神秘の世界エルハザード
『神秘の世界エルハザード』（しんぴのせかいエルハザード）は、AIC制作による日本のOVA・テレビアニメ作品。およびそのアニメを基にした漫画・小説・ゲーム作品などである。

## 概要
異世界エルハザードに飛ばされた高校生、水原誠の冒険を描く、林宏樹・月村了衛原案のファンタジーラブコメディ。OVAやテレビアニメ・メディアミックス作品ごとに、それぞれの登場人物やストーリーには様々な設定の違いがある。設定資料巻末のスタッフインタビューによれば、本作品はエドガー・ライス・バローズのSF冒険小説「火星のプリンセス」をモチーフとしている。作中の生体甲冑族のネコ「ウーラ」は同作品の主人公ジョン・カーターの愛獣と同名である。
『天地無用!』（1994年）『バトルアスリーテス大運動会』（1997年）とともに、パイオニア社がレーザーディスク（LD）普及の為にAICと組んでアニメを制作していたLD最盛期の作品であり、最初のOVA版は、1995年から1996年にかけて全7作がパイオニアLDCから発売。OVA版の第2期である『神秘の世界エルハザード2』では、最初のOVAでの最終決戦とラストシーンとの間に起こった出来事が描かれる。
テレビアニメ版の第1作目は、1995年10月6日から1996年3月29日の金曜18時30分から19時00分に、テレビ東京系列にて全26話が放送された。同系列のテレビ愛知は1995年10月17日から1996年4月2日の火曜7時35分から8時05分の枠で放送（最終日は2話連続で放送）された。同枠の異時ネットはこの作品で最後となる（次番組『スレイヤーズNEXT』以降はキー局同時ネット）。
テレビアニメ版の第2作目は、タイトルが『異次元の世界エルハザード』（いじげんのせかいエルハザード）となっており、OVA第2期の後のエピソードとなる結婚直後の続編として描かれている。1998年1月7日から同年3月25日の水曜日25時15分から25時45分に、1作目と同じくテレビ東京系列にて放送。全12話＋未放送1話。

## 登場人物

### 主要人物
水原誠（みずはら まこと）
声 - 岩永哲哉（LD-BOX版・DVD版に収録されているサラウンド音声のみ太田正道）
主人公。身長170cm。県立東雲高校生。成績は学年トップであった（特に物理、化学に強い）。関西弁を使う。おおらかでおっとりとした性格だが芯は強い。色恋沙汰にはとことん疎く、鈍感。女顔がコンプレックスである。王家の印の異能力を持ち、王家の聖域神の目にルーン・ヴェーナスと共に奥へ侵入できる。
OVAでは鈍感だが、当初は菜々美を意識していた描写が見られる。ルーンの妹、ファトラ王女と瓜二つだから替え玉をさせられていた。その知識と知恵、「先エルハザード文明の遺産と共感できる」シンクロの力でロシュタリアの危機を救う。
陣内克彦（じんない かつひこ）
声 - 置鮎龍太郎
東雲高校の生徒会長。ワンマン運営と不正行為が祟り支持率はよくない。奇妙な高笑いが印象的。誠とは幼馴染で、幼い頃から何事もそつなくこなす誠を一方的にライバル視している。自信家で野心家、卑怯であくどくそれなりに優秀ではあるが、詰めが甘く間が抜けており、どこか憎めない。
エルハザードに転移した影響で、バグロム（昆虫型生物）と意思の疎通が出来、彼らと手を組みエルハザードの支配を目論む。支配の為には破壊ではなく征服を望み、作中で破滅を望む悪役に対し啖呵を切る。バグロムキンカン十字章、ムシペール勲章受章者ではあるが、元来バグロムには賞与・受勲などの文化は無く、これらは陣内自らが制定し自分自身を受勲させたものである。
誠が天才型なら、彼自身は秀才型。OVA版では誠に及ばないものの、中間試験の成績は2位と優秀な成績で、マラソン大会では、1位の誠に必死に食いつこうと、ゴール寸前までは4位の順位を保つも、限界を迎えて倒れてしまっている。
誠がエルハザード世界から地球へと戻った後は、卑怯な手段を封印して正攻法で侵略をしていたが、誠がエルハザード世界へと帰還した事を知ると、いつも通りに卑怯であくどい戦術へと戻った。
陣内菜々美（じんない ななみ）
声 - 夏樹リオ
克彦の妹。東雲高校の生徒。誠より1歳下の幼馴染で、彼のことは幼少期より想いを寄せている。一方で傲岸不遜な性格な上、傍迷惑な騒動を起こす兄を一方的に嫌っている。金に目がなく、時には持ち前の料理の腕を奮い蓄財に精を出している。世渡り上手。
TV版では兄と同じくバグロムと意思の疎通をとることができる。また、中学の時には水泳の国体選手に選ばれ、OVA版よりも少し筋肉質な身体つきになっていた。
OVA版では本来見えない事象を見ることができ、幻影族の陰謀発覚の発端となった。
藤沢真理（ふじさわ まさみち）
声 - 石井康嗣
東雲高校の国語教師。部員数ゼロではあるが登山部顧問をしており、本人自身も登山を趣味にしいる。外見は老けて見えるのだがまだ三十代前半。酒と煙草が好きで、勤務中にもかかわらず昼間から酒をちびる。趣味の登山を語らせると止まる所を知らない。だが、いざという時頼れる心は永遠の少年。
エルハザードに転移した影響で、超人的な身体能力の持ち主になっている反面、酒類を飲むと能力が低下する弱点がある。酒が切れている状態だと怪力に、煙草が切れるとさらにパワーアップするため、TV版第3話では作戦の為にその怪力がどうしても必要となり、砂風呂に入れられるなど、徹底的に酒抜きされていた。
ひょんなことから大神官の一人であるミーズに見初められる。 戸惑いつつも、藤沢自身も満更ではない様子で、OVAの第2期にて結婚（ただし、彼女に相応しい男になりたいという思いから、式直前に修行の旅に出た）。TVシリーズの第2期では、別次元の世界に飛ばされた際にミーズが妊娠しており、エピローグでは無事に一子をもうけている。
イフリータ
声 - 天野由梨（OVA『神秘の世界エルハザード2』のみ川村万梨阿）
先エルハザード文明によって創られ、それを滅ぼした女性型の鬼神と呼ばれる戦闘用アンドロイド、またはその一種。OVAでのヒロイン。OVAとTV版では容姿とキャラクターが異なる。
OVAでは色素の薄い若い女性。1万歳。相手（機械も含めて）の持つ力、技を一度でも見ることさえすれば自らの力とし行使することができる。これがゆえにイフリータは最強最悪の鬼神らしい。システム上「望む望まぬにかかわらず、ゼンマイの主に命ぜられるがまま永遠に破壊と殺戮を繰り返しざるを得ない」自らの存在意義に深く絶望していた。誠により服従回路が消滅し、そのことからは解放された。その後、神の目の暴走を止めるために中枢に飛び込み一万年前の地球の次元に飛ばされ誠との再会を目的に眠りについた。倉田小説版では3体のイフリータが存在するため、この性格のイフリータは誠たちにより「イフリータ」と呼称される。倉田小説版に登場する3体のイフリータのうち、最初期型であり、妹2人と比して実直にして不器用。さらには嘘がつけない。倉田小説版における「神の目」操作においては「認証」を司る。
TV版は小柄な少女。回路が欠落した不完全な体であるため心優しく明るい天然ボケで鬼神としての強大な力を使いこなせず、主人である陣内に叱られてばかりいた。その後、陣内の命令で神の目の操作をしたことで、欠落していた回路が繋がった。そのため彼女の奥に眠っていた人格「世界を消滅するためだけに創られた魔人」を目覚めさせてしまう。真の魔人として目覚めた彼女は人格が全く異なり、OVA版の最初期に近い突き放したような口調になる。倉田小説版では3体のイフリータの中で最後期型であり、誠たちにより「イフリーナ」と呼称される。また姉2体と比して、より人間的なプログラムを持っており、前述の性格はこのことを反映しての物であったことが明かされる。そのため、姉たちとは異なり嘘をつくことが出来る。倉田小説版における神の目操作においては「制御」を担当する。
OVA『神秘の世界エルハザード2』の幻影の森に出会うイフリータは同型の別個体。なおその後イフリータはカーリアとの戦いが終わった後は幻影の森に一人残った。
倉田小説版に登場する3人目のイフリータは中期型として初期型よりも人間的な性格を持つことを主眼に開発されたもの。誠たちからは「イフリーテス」と呼称される。ギャル的ないしは、お姉さん的な性格を持ち、誠をマスターとする。初期型と同様、嘘をつくことが出来ない。神の目操作においては「機動」を司る。
ゲーム版はTV版準拠で攻略は可能。

### ロシュタリア王国
ルーン・ヴェーナス
声 - 井上喜久子
エルハザード同盟盟主ロシュタリア王国の王女。OVAでは23歳と誠達よりも年齢が離れており、妹と婚約者がいる。春のように優しく、気丈な性格。王女としての自覚が強く、公の場では決して凛とした態度を崩さない。ガレスとの婚約もロシュタリアの安泰のため。同盟の精神的後ろ盾、神の目はロシュタリア王族2人が揃わないと起動しないためファトラの失踪した事実を同盟諸侯に悟らせないよう誠を替え玉にしていた。
TV版では16歳で、物語のヒロイン。プライベートではぬいぐるみ（マペット）に話し掛けている。服装は臍を出していたり、胸の谷間が見えていたり、スカートの下に黒タイツを履いていたりと、OVA版よりも肌の露出の多さと体のラインが強調されている。王女としての責務は自覚している反面、誠を思うあまり、城を抜けては勝手に彼の旅に同行し、時には足を引っ張ってしまうことも少なくない。
アレーレ・レレライル
声 - 小桜エツ子
OVAではファトラ姫の愛人、TV版では城に仕える侍女。レズビアン。フルネームは漫画版が初出。誠や藤沢達の案内役兼お目付け役として行動を共にし、その中でちゃっかり自分の好きなタイプの娘を探していた。博識で、藤沢に講義をするシーンがある。小柄だがスタイルは良く年齢は10代半ば。仕事はきちんとこなす。シリーズで二度エンディングテーマを担当した。
ウーラ
声 - 阪口あや
生体甲冑族のネコ。王族の生きた盾となるのが役目。限定的にだが人語を解す。実は守るだけでなく戦うこともできる。モモンガのように空を飛ぶシーンもある。OVA版ではファトラのネコであったが、身代わりすることになった誠にあっさりなつき、その後は誠のネコに。どうやらファトラの乱暴ぶりにはかなり辟易していたらしく、彼女が戻ってきた際もあまりうれしそうではなかった。甲冑時は、ナイフをはじいたり、イフリータの光線を食らっても痛がるだけで済むなどかなり頑丈になる。また、甲冑のまま手足を出して誠を背負う形で崖を走ることができ、力もあることがうかがえる。TV放送版では初登場当初に怪物に間違われたり、本来の怪物に狙われたりと散々な目にあって負傷するが、誠の献身的な看護の末に持ち直し、以後誠に懐いて幾度かその危機を救っている。
ロンズ侍従長
声 - 中博史
ロシュタリア王室侍従長。国政にも影響力を持つ人物。生真面目で融通が利かないが、国を思えばこその行動であり、決して冷たいだけの人物ではない。
ストレルバウ博士
声 - 大木民夫
ロシュタリア王室学術顧問。本業は王立学院院長。ロシュタリアの知の頂点に居る人物。先エルハザード文明にも詳しい。早い段階からガレスのことを疑っていた。エルハザードに飛ばされてきたばかりの誠達の良き理解者。
ファトラ・ヴェーナス
声 - 柊美冬
OVA版のみに登場。ルーンの実妹。初登場時は意識を失っており囚われの姫君といった感であったが、OVA版5巻で解放されいわゆるオレ様キャラクターであることが発覚。男性に興味はなく、美女に目がない百合女または美少女キラー。誠と瓜二つで、誠にウィッグを着けさせると外見で見分けるのは困難。炎の大神官シェーラのファーストキスを奪った。
誠のことを慕っている菜々美やシェーラを自分のものにすべく、行動していることから二人からはあまり信頼はされていない様子。だんだん話が進むにつれ、誠たちから王女という扱いがされなくなりつつある。
OVA続編TV版で再登場。アレーレのベットに忍び込むがアレーレとパルナスを間違えて襲ったことでパルナスに好かれてしまいレレライル姉弟での取り合いとなった。クレタリアで会ったギルダを気に入り浴室に忍び込み込むが逆にボルケニアのスパイ容疑で捕われる。
倉田小説版では、さらにナルシストかつバイセクシャルであり、自分と瓜二つの容姿を持つ誠に目をつける。
パルナス・レレライル
声 - 石川寛美
アレーレの双子の弟。姉同様に美女には目がない。クァウール・タウラスの従者。姉と瓜二つだが髪の色に若干違いがあり、本編後を書いた小説版では姉より背が高くなっている。

### 大神官
ミーズ・ミシュタル
声 - 島津冴子
水の大神官で三神官の一人。最年長なので大神官のまとめ役。OVAとTV版では性格付けが異なる。三十路を前に嫁き遅れることを心配している。怒るとシェーラとアフラの二人がかりでも止められないらしい（OVA『神秘の世界エルハザード2』1話の発言から）。
アフラ・マーン
声 - 吉田美保
風の大神官で三神官の一人。祇園言葉を使う知的でクールな女性。大神官の内では最年少だが、最も才能に恵まれている。クァウールの大神官就任までは大神官就任最年少記録保持者。シェーラとは昔からの腐れ縁。
シェーラ・シェーラ
声 - 櫻井智
炎の大神官で三神官の一人。19歳。博打や酒が好きな鉄火肌の女性。考えることが苦手で、ミーズやアフラからそのことを指摘されているなど、才能はあっても性格面は大神官に向いていない。また、ミーズに対して余計なことを言うことが多い。勝気な言動とは裏腹に、乙女チック。男性に免疫がなく、誠のことが気になっていた。その為、同じく誠に想いを寄せる菜々美とは諍いが絶えない。
OVA続編TV版でも誠との距離は全然縮まらず、それ所から新たにクァウールがライバルとして加わった結果、個人的感情を挟む形で彼女の大神官就任を反対。あまりの我儘さからミーズ達他の大神官だけでなく誠にまで注意されてしまい、結局翌日の就任式には顔を出さなかった。その結果、自身や誠達が別次元に飛ばされる原因を作ってしまう。結局別次元での冒険は、誠との距離が更に離れてしまう遠因となり、エピローグとなる第13話では、誠は菜々美とクァウールの二人と三角関係を演じており、アフラからも諦めるよう諭されてしまった。
クァウール・タウラス
声 - 坂本真綾
OVA続編TV版でのヒロインの一人。結婚し引退するミーズの後任に推された、次期水の大神官。修道院主席の成績を持ち、かつアフラの持っていた最年少記録を上回っての大神官就任だった。慈愛に満ちるが怒ると恐い。お嬢様育ちのせいか若干天然。男性にあまり接したことがないらしく、誠と過度に接近して菜々美やシェーラをやきもきさせていたが、彼女自身も誠に特別な感情を抱くようになっていった。昆虫が大嫌いで、特に間近で見るとキレて力が暴発する。
イシエル・ソエル
声 - 根谷美智子
ゲーム版のみに登場する地の大神官。エルハザードに飛ばされ間髪入れずバグロムに襲われている誠と藤澤を助けて以来、何かと世話を焼いてくれる。地の神殿に相当する「聖石の丘」なる拠点があるが、他の神殿と違って巨岩以外何もないので、誠たちが王宮に入って以降（仲間に入れていない時は）いつもロシュタリア首都フリスタリカの宿屋にいる。酒好きで藤澤先生とは飲み仲間。気さくで朗らかな女性。なぜかイフリータが怖いらしく、イシエルを仲間に入れたまま鬼神の墓所に行く、あるいはイフリータと遭遇すると面白いように驚く。地の大神官だけあって、神の目の上など地を離れると力を発揮できなくなる。

### バグロム
ディーバ
声 - 沢海陽子
バグロム達の絶対的な女王。外見はスタイルのよい人間の女性のようだが、習性や身体構造の一部は昆虫に近い。高慢な物言いや蠱惑的な仕草とは裏腹に、恐ろしく純朴。術策を用いる陣内の言動に心底から感心したりしていた。女性らしくヘアスタイルを気にするシーンもある。
OVA第1期では黒のTバックのようなパンツや膝上までのロングブーツを履いていたりとボンデージ風の露出の多い際どい外見だったが、TV版では茶色の全身タイツのような垢抜けないコスチュームだった。
陣内のことは異性としても気に入っているらしく、TV第2期シリーズではバグロムの増産計画を提案された際に、彼と肉体関係を持とうとしている。
自動で翻訳されている陣内とは普通に会話が成り立つが、翻訳がされていない状態だと「ギーギーガーガー」という言葉になってしまい、言葉による意思疎通は不可能である。
バグロム
声 - 高橋広樹、他
エルハザードを二分する聖大河の彼方に、独自の大帝国を築く昆虫型の種族。主に7種の形体が知られている。体の大きさは大小あるが、人間より二回りほど大きい者がメインに登場する。
人間とは言語も文化も根本から違い、陣内克彦（TV版では菜々美も）を除いて現在に至るまで意志の疎通が取れた例はない。人に比べ身体能力が格段に高いが、例外なく皆単純で馬鹿正直。そのため陣内が現れるまで人類とはパワーバランスが取れていた。全体を一人（一匹）の女王によって統括されている。
陣内克彦によって数体（おそらく直属の部下達）には、「カツオ」「ナミヘイ」「イクラ」「マスオ」「タラオ」「ワカメ」という名前をつけられている。

### 幻影族
OVA版のみ登場。
ガレス
声 - 大友龍三郎
ルーン王女の婚約者でさる大国の貴公子。その正体は、聖戦と呼ばれる、先エルハザード文明を滅ぼす直接の要因となった大戦争の折、時空を捻じ曲げる神の目の力によりエルハザードに引き込まれた種族、幻影族の長。彼らは特異な能力と肌の色から迫害されていた。独自に高い技術力を持つが、それが彼ら独自のものか先エルハザード文明の技術であるのか不明。ファトラ王女を誘拐したのも、バグロムと内通していたのも、全ては神の目を再起動しエルハザードを滅ぼさんとするガレスの陰謀であった。その後、自分の能力に気付いていなかった菜々美の何の気なしの発言から正体が露見し最後でイフリータに倒された。遺体はナハトが連れ帰った。
キライヤ
声 - 大塚瑞恵
幻影族の種族でガレスの配下。ガレスがファトラ王女の誘拐や誠の抹殺に使わされた刺客。ファトラ王女の偽者（誠）を偽者と知りつつ抹殺しようとしたが菜々美に正体を見抜かれミーズ・ミシュタルに倒された。
ナハト
声 - 愛河里花子
幻影族の種族でガレスの配下。ガレスが神の目の力を手に入れるために、ファトラ王女から情報を得る為科学分析担当として使わされた一人。ガレスが倒されたことでどこかへ姿を消した。幻影族の司令官的な存在。

### クレタリア帝国
OVA続編TV版に登場。
ダル・ナルシス 三世
声 - 子安武人
クレタリアの皇帝。女好きの優男といった風で威厳に欠けるが、それは過去に見た破滅のビジョンに自らの大切な者達を巻きこまないがための芝居であった（その中には、理性を忘れてクァウルに襲いかかろうとしたこともあったが、それも芝居だったのかは不明）。
ギルダ・ハストルフ
声 - 玉川紗己子
もともとはハストルフ王国を統治するハストルフ家の第一王女。前皇帝によりクレタリアに連れられ、ダルと婚約。後に突然ダルから婚約を一方的に破棄され、その理由も説明されず、彼のもとに居たい彼女は以後クレタリアの親衛隊長として国に仕えることとなる。その後国の行く末を案じたギルダは神の目となる「命の泉」の封印を解き起動させようとしたが、アルージャに体を乗っ取られ、そこに止めに入ったダル皇帝を刺してしまう。
バーディ
バグロム達とよく似た組織形態を持つ白蟻達の女王。バグロムの王ディーヴァとよく似た外観をしているが、この姿は擬態。丸々太った陣内克彦を食べようとした。

### その他の登場人物
カーリア
声 - 今井由香
OVA第2期に登場。先エルハザード文明によって生み出された鬼神の一体。女性型。陣内のことを「克彦君」と呼ぶ。陣内によってゼンマイで目覚めさせられるが、イフリータと異なり目覚めさせた主に服従心はなく、またゼンマイを巻く必要はない。破滅や人の叫びを喜びイフリータを上回る残忍さを持つ。神の目をも凌ぐ「破滅の引鉄」を手に入れるために仲間の振りをし陣内を利用した。その後、誠との心のシンクロの最中一瞬隙が生じイフリータによって倒された結果、主がいなくなったことで「破滅の引鉄」も崩壊した。
ユバ・ユーリウス
声 - 丸山詠二
OVA第2期に登場。幻影の森にイフリータと共に暮らす老人。誠たちと同じ歳の頃にエルハザードへ飛ばされた模様。カーリアと破滅の引鉄を破壊するために誠に知恵をかした。その後カーリアの呪縛からイフリータを救うために命を落とした。
アルージャ
声 - 青野武
OVA続編TV版に登場。遺跡で発掘されたジャイロに封ぜられていた謎の老人。腕や脚はなく、頭部と胴体にあたる部分が空中に浮遊している。また手の代わりとなるマニピュレータが1対あり、これも身体と繋がらず独自に浮遊している。その正体はかつてのエルハザードの次元の大神官。すべてを自らの手中に収めんと策略を巡らす。3人の大神官の力で神の目封印により彼もまた消滅した。彼が消滅したことで元の次元に戻った。

## OVA版
水原誠とイフリータを中心とした物語。

### あらすじ
水原誠の通う県立東雲高校の地下に奇妙な遺跡が発見されたことから話は始まる。
第1話『混戦の世界エルハザード』
夜の学校で、誘われるかのように遺跡に入り込んだ水原誠は、遺跡の中から現れた女性イフリータによって異世界エルハザードに転送される。また、そのとき学校に居合わせた、生徒会長の陣内克彦とその妹で誠の級友の陣内菜々美、そして教師の藤沢真理、の3人もそれに巻き込まれてエルハザードに転送されてしまう。
エルハザードの地で誠は、ほぼ同一地点に転送された藤沢と共に、昆虫型種族バグロムに襲撃されていたロシュタリア王国第1王女ルーン・ヴェーナスと出会う。時空転移の際に「怪力」を身に付けた藤沢の活躍により、バグロムは撃退される。誠と藤沢はロシュタリア王宮に招かれるが、誠の容姿が数日前より行方不明のロシュタリア第2王女ファトラに生き写しだったため、誠はファトラ王女の替え玉になることを強要される。エルハザードでは人類がバグロムの攻勢を受けており、人類は同盟を結成してバグロムに対抗していた。同盟の盟主たるロシュタリアは、先史文明によって造られ封印された上空に浮かぶ巨大な球形の建造物、最終兵器「神の目」を擁していたが、その操作には王家の女性が2人必要とされており、目下のところ「神の目」を操作可能なのはルーン王女とファトラ王女の2人だけであった。もし、ファトラ王女が行方不明である事実が明るみに出れば、同盟諸侯の動揺が避けられない。「神の目」が時空間に作用する兵器ではないかと考えた誠は、自分たちが元の世界に帰る方法を探るため、ルーン王女への協力を承諾する。一方、バグロムの聖地に転送され、神の使いと誤解された陣内克彦は、バグロムの軍師に任じられ、エルハザード征服の野望に燃えていた。
第2話『美女の世界エルハザード』・第3話『温泉の世界エルハザード』・第4話『鬼神の世界エルハザード』
ルーン王女は諸侯の要求により、「神の目」の封印解除を司る3人の大神官を霊峰マルドゥーン山から招聘することを決定した。使者として派遣される誠。バグロムの襲撃や大神官達との行違いの末、聖地アーリマンの泉において、誠は3人の大神官との会見を果たす。また、偶然から誠と藤沢は陣内菜々美と再会するが、大神官達に誠の正体がばれてしまう。そんな中、陣内が先史文明のもうひとつの遺産である鬼神イフリータの奪取を画策し、それを防ぐために、3人の大神官は誠たちを引き連れてイフリータの眠る禁断の島に向かう。亜人類幻影族の介入の下、事態はバグロム優位に進行し、イフリータの支配権は陣内が掌握する。イフリータの姿を見た誠は、彼女が自分をエルハザードに転送した女性だと確信するが、起動したイフリータは誠のことを知らなかった。
第5話『雷鳴の世界エルハザード』・第6話『閃光の世界エルハザード』
イフリータの攻撃により壊滅的打撃を受ける同盟の戦線。誠は大神官達をともなってルーン王女の元に帰還し、「神の目」の封印解除が執り行われる。その夜、宴会の席において、菜々美は時空転移の際に獲得した「幻影族の幻術を見破る」能力により、ルーン王女の婚約者ガレスが幻影族であることを看破する。しかし、ガレスは誠の正体を諸侯に暴露し、ファトラ王女が幻影族に囚われていることを告げて逃亡する。折も折り、ロシュタリア王宮はイフリータの襲撃を受ける。迎え撃つ大神官達だったが、敗北を喫してしまう。そのとき、誠がイフリータに取り縋り、時空転移の際に獲得した「先史文明の機械と自分の精神を同調させることができる」能力を行使する。その結果、記憶を共有する誠とイフリータ。誠はイフリータが内心では殺戮と破壊を望んでいないことを知る。そして、誠の記憶を見たイフリータは動揺し、ロシュタリア王宮から撤退する。
ついにバグロム軍による同盟への総攻撃が始まった。次々と敗退する同盟軍。さらには、「神の目」の操作施設「天空の階段」が幻影族によって占拠されてしまう。幻影族はファトラ王女の心身を分析し、彼女を使用して「神の目」を動作させるシステムを構築していたのだ。
第7話『永遠の世界エルハザード』
幻影族は手中に納めた「神の目」を使ってエルハザード殲滅を試みるが、イフリータの活躍に阻まれ、ファトラ王女はバグロムの手に落ちる。陣内はファトラ王女の身柄と引き換えに、同盟に対して降伏を勧告する。それに対し、誠と藤沢、それに3人の大神官からなる救出隊がバグロムの要塞に突入する。囚われたファトラ王女の前で対峙する誠とイフリータ。誠はイフリータと接触し、自らの力を用いて彼女の中にある服従回路の解除を試みる。誠の試みは成功し、イフリータは心の自由を得る。ファトラ王女を救出した誠たちと共に脱出するイフリータだが、経年変化によって内部機構が劣化していた彼女は動作不全を起こしてしまう。
ファトラ王女を取り戻したものの、バグロム軍の前に同盟は陥落しつつあった。ルーン王女はファトラ王女と共に、幻影族から奪還した「神の目」を作動させ、起死回生を図る。撃破されるバグロム軍。しかし、制御装置に施されていた破壊工作によって「神の目」が暴走を始め、エルハザードは滅亡の危機に直面する。誠は自らの力を使って「神の目」の暴走を止めるため、「神の目」の内部に入ろうとするが、破滅を望むガレスとその側近に妨げられる。追い詰められる誠だが、動作を回復したイフリータによって助けられる。いまや、臨界に達した「神の目」を停止することは、その中心部にいる者が別の時空間に吹き飛ばされてしまうことを意味していた。イフリータは、誠をエルハザードに送り込んだのが自分自身であり、「神の目」の暴走を止めた結果、古代の地球に漂着することになるのだと悟る。そして彼女は、藤沢に誠を託し、「神の目」の中心部へと降下する。かくしてエルハザードは救われるが、イフリータは時空の彼方へと去ってしまう。
場面は再び学校に戻る。誠をエルハザードに転送した後、学校の中をあてもなく彷徨うイフリータ。彼女の活動エネルギーは尽きようとしていた。そんなイフリータの前に誠が迎えに現れて物語は幕を閉じる。

### スタッフ
- 企画 - 真木太郎、三浦亨
- 監督 - 林宏樹
- 構成・脚本 - 月村了衛
- キャラクターデザイン・総作画監督 - 中沢一登
- デザインワークス・作画監督 - 渡辺浩二
- 美術監督 - 須江信人
- 色彩設計 - 川見拓也
- 撮影監督 - 佐藤均
- 音響監督 - 本田保則
- 音楽 - 長岡成貢
- プロデューサー - 森尻和明、井上博明、長谷川康雄
- アニメーション制作 - AIC
- 制作協力 - オニロ
- 製作 - PIONEER LDC

### 主題歌
第2話 - 第6話エンディングテーマ「BOYS BE FREE!」
作詞 - 枯堂夏子 / 作曲・編曲 - 長岡成貢 / 歌 - 小桜エツ子
第7話エンディングテーマ「ちいさな花」
作詞 - 枯堂夏子 / 作曲・編曲 - 長岡成貢 / 歌 - 天野由梨

### 各話リスト
| 話数   | サブタイトル           | 絵コンテ                 | 演出       | 作画監督          | 発売日         |
| ------ | ---------------------- | ------------------------ | ---------- | ----------------- | -------------- |
| 第一夜 | 混戦の世界エルハザード | 林宏樹                   | 西山明樹彦 | 渡辺浩二          | 1995年 5月26日 |
| 第二夜 | 美女の世界エルハザード | 林宏樹                   | 木宮茂     | 池田裕治          | 6月25日        |
| 第三夜 | 温泉の世界エルハザード | 小沢一浩                 | 小沢一浩   | 越智信次          | 7月26日        |
| 第四夜 | 鬼神の世界エルハザード | 林宏樹                   | 林宏樹     | 渡辺浩二          | 8月26日        |
| 第五夜 | 雷鳴の世界エルハザード | 木宮茂                   | 木宮茂     | 池田裕治          | 9月26日        |
| 第六夜 | 閃光の世界エルハザード | 小沢一浩                 | 中山晴夫   | 星和伸            | 10月26日       |
| 第七夜 | 永遠の世界エルハザード | 秋山勝仁 林宏樹 中沢一登 | 林宏樹     | 中沢一登 渡辺浩二 | 11月26日       |

## TV版
水原誠とルーン・ヴェーナスを中心とした物語。

### あらすじ（TV版）
高校生の水原誠は文化祭の準備のため、実験装置の準備を行っていたが誠を一方的にライバル視する生徒会長、陣内により装置は暴走、それにより誠、陣内、陣内の妹の菜々美、教師の藤沢の4人は異世界エルハザードに飛ばされてしまう。
ばらばらに飛ばされてしまった4人だが奇跡的に再会できた誠と藤沢は化け物に襲われている少女を偶然助ける。その少女、ロシュタリア王国のルーン王女に王宮に招かれた誠と藤沢は元の世界に戻る方法を探す間そこに滞在することとなるが、おりしもロシュタリアは王女を襲った昆虫型人類バグロムとの勢力争いの真っ最中であった。
異界に飛ばされたことで特殊な能力を持つこととなった誠と藤沢はその戦いに力を貸すことになるが、なんとバグロム側には陣内の姿があった。かくして、ルーン王女・水原誠 vs. バグロム・陣内克彦 のバトルが展開するのだった。そして、幾多のやり取りの末、超兵器「神の目」の暴走によりエルハザードは滅亡の危機を迎える。
「神の目」の心臓部に向かう誠とルーン王女の2人。しかし、エルハザードを救うには、「神の目」の暴走を止めるだけでなく、蓄積された余剰エネルギーを安全に放出するために、誠が元の世界に戻らなければならない。ルーン王女に再会を誓いエルハザードを去る水原誠。 エルハザードの危機は回避されたが、誠がいなくなったことに悲しむルーン王女。
月日がたち、傷心の日々を過ごしていた王女のもとに誠が戻ってきて物語は幕を閉じる。

### スタッフ（TV版）
- 企画 - 真木太郎、三浦亨
- 原案・シリーズ構成 - 林宏樹、月村了衛
- 監督 - 秋山勝仁
- キャラクターデザイン - 中沢一登
- デザインワークス - 渡辺浩二
- シリーズデザイン - 奥田淳
- 美術監督 - 池田繁美
- 撮影監督 - 神山茂男
- 音響監督 - 本田保則
- 音楽 - 長岡成貢
- プロデューサー - 森尻和明、小林教子
- アニメーション制作 - AIC
- 制作協力 - E&Gフィルム、ONIRO
- 製作 - PIONEER LDC、Softx、テレビ東京

### 主題歌（TV版）
第1話 - 第16話オープニングテーマ「ILLUSION」
作詞・作曲 - 高木隆次 / 編曲・歌 - INVOICE
- 最終話のエンディングでも使用された。シングルCD版はTV版のイントロがカットされている。

第17話 - 第26話オープニングテーマ「あつい気持ち」
作詞 - U-dai / 作曲・編曲 - 矢野弘佳 / 歌 - ワンステップ・コミュニケート
エンディングテーマ「不器用じゃなきゃ恋はできない」
作詞 - 枯堂夏子 / 作曲・編曲 - 藤原いくろう / 歌 - 小桜エツ子、井上喜久子、夏樹リオ

### 各話リスト（TV版）
サブタイトルは、「○○の○○へ!」で統一されていた。
| 話数 | サブタイトル  | 脚本       | 絵コンテ | 演出       | 作画監督                 | 放送日         |
| ---- | ------------- | ---------- | -------- | ---------- | ------------------------ | -------------- |
| 1    | 冒険の大地へ! | 月村了衛   | 林宏樹   | 岩崎良明   | 戸部敦夫                 | 1995年 10月6日 |
| 2    | 神秘の王国へ! | 園田英樹   | 秋山勝仁 | 佐藤育郎   | 小船井充                 | 10月13日       |
| 3    | 魅惑の王女へ! | 荒川稔久   | 小林孝志 | 小林孝志   | 加藤洋人                 | 10月20日       |
| 4    | 乙女の神殿へ! | 静谷伊佐夫 | 横田和   | 横田和     | 寺岡賢司                 | 10月27日       |
| 5    | 疾風の大空へ! | 山田靖智   | 菊池一仁 | 玉野陽美   | 菊池城二                 | 11月3日        |
| 6    | 熱血の勝負へ! | 高山治郎   | 岩崎良明 | 岩崎良明   | 佐藤道雄                 | 11月10日       |
| 7    | 金脈の屋台へ! | 長谷川勝己 | 佐藤真人 | 佐藤真人   | 河村明夫                 | 11月17日       |
| 8    | 運命の再会へ! | 長谷川勝己 | 前島健一 | 佐藤育郎   | 菊池城二                 | 11月24日       |
| 9    | 盗賊の巣窟へ! | 静谷伊佐夫 | 佐藤育郎 | 多田野俊彦 | 戸部敦夫                 | 12月1日        |
| 10   | 幻獣の密林へ! | 高山治郎   | 岩崎良明 | 岩崎良明   | 佐々木一浩               | 12月8日        |
| 11   | 童心の花園へ! | 園田英樹   | 玉野陽美 | 水瀬たむら | 菊池城二                 | 12月5日        |
| 12   | 最悪の展開へ! | 荒川稔久   | 菊池一仁 | 則座誠     | 加藤洋人 別所誠人 奥田淳 | 12月22日       |
| 13   | 究極の悪人へ! | 荒川稔久   | 八谷賢一 | 小林孝志   | 寺岡賢司                 | 12月30日       |
| 14   | 伝説の雪原へ! | 山田靖智   | 佐藤英一 | 多田野俊彦 | 佐藤道雄                 | 1996年 1月5日  |
| 15   | 神官の物語へ! | 月村了衛   | 佐藤育郎 | 佐藤育郎   | 菊池城二                 | 1月12日        |
| 16   | 旋風の攻防へ! | 高山治郎   | 八谷賢一 | 岩崎良明   | 戸部敦夫                 | 1月19日        |
| 17   | 天空の瞳へ!   | 長谷川勝己 | 岩崎良明 | 則座誠     | 佐々木一浩               | 1月26日        |
| 18   | 誘拐の陰謀へ! | 園田英樹   | 菊池一仁 | 玉野陽美   | 別所誠人 奥田淳          | 2月2日         |
| 19   | 暗黒の宮殿へ! | 山田靖智   | 佐藤英一 | 多田野俊彦 | 加藤洋人                 | 2月9日         |
| 20   | 兄妹の抗争へ! | 月村了衛   | 佐藤英一 | 前島健一   | 寺岡賢司                 | 2月16日        |
| 21   | 激闘の航路へ! | 荒川稔久   | 佐藤真人 | 佐藤育郎   | 菊池城二                 | 2月23日        |
| 22   | 決死の救出へ! | 山田靖智   | 小林孝志 | 小林孝志   | 佐藤道雄                 | 3月1日         |
| 23   | 逃亡の旅路へ! | 月村了衛   | 岩崎良明 | 岩崎良明   | 戸部敦夫                 | 3月8日         |
| 24   | 運命の主役へ! | 荒川稔久   | 八谷賢一 | 松園公     | 菊池城二                 | 3月15日        |
| 25   | 終末の世界へ! | 月村了衛   | 前島健一 | 多田野俊彦 | 佐々木一浩               | 3月22日        |
| 26   | 無限の彼方へ! | 月村了衛   | 秋山勝仁 | 別所誠人   | 奥田淳                   | 3月29日        |

| テレビ東京系 金曜18:30枠 | テレビ東京系 金曜18:30枠 | テレビ東京系 金曜18:30枠 |
| 前番組                   | 番組名                   | 次番組                   |
| ------------------------ | ------------------------ | ------------------------ |
| スレイヤーズ             | 神秘の世界エルハザード   | スレイヤーズNEXT         |

## 『神秘の世界エルハザード2』
OVA版の第2期作品。

### あらすじ（OVA2）
藤沢とミーズの婚礼の儀が行われようとしていた直前に藤沢が逃走してしまった。一方陣内は封印された遺跡でカーリアを目覚めさせる。藤沢捜索の中、誠たちはある老人ともう一人のイフリータと出会う。

### スタッフ（OVA2）
- 企画 - 真木太郎、三浦亨
- 原案 - 林宏樹
- 監督 - 岩崎良明
- キャラクターデザイン - 中沢一登
- デザインワークス - 寺岡賢司
- 色彩設定 - 川見拓也
- 美術監督 - 桑原悟
- 撮影監督 - 佐藤均
- 編集 - 関一彦
- 音響監督 - 本田保則
- 音楽 - 長岡成貢
- プロデューサー - 森尻和明、小田原明子、井上博明
- アニメーション制作 - AIC
- 製作 - PIONEER LDC、テレビ東京

### 主題歌（OVA2）
エンディングテーマ「眠れない夜には」
作詞 - 枯堂夏子 / 作曲・編曲 - 長岡成貢 / 歌 - 柊美冬、夏樹リオ、小桜エツ子、川村万梨阿
第4話挿入歌「記憶」
作詞 - 枯堂夏子 / 作曲・編曲 - 長岡成貢 / 歌 - 川村万梨阿

### 各話リスト（OVA2）
| 話数   | サブタイトル           | 脚本     | 絵コンテ | 演出     | 作画監督        | 発売日         |
| ------ | ---------------------- | -------- | -------- | -------- | --------------- | -------------- |
| 第一話 | ロシュタリアの花嫁     | 大西一久 | 岩崎良明 | 水島精二 | 戸部敦夫        | 1997年 3月21日 |
| 第二話 | カーリア覚醒           | 大西一久 | 寺東克己 | 佐藤育郎 | 佐藤道雄        | 5月25日        |
| 第三話 | イフリータ・運命の別れ | 山田光洋 | 佐藤英一 | 酒井伸次 | 北島信幸 泉明宏 | 8月24日        |
| 第四話 | 再会への誓い           | 山田光洋 | 岩崎良明 | 山崎茂   | 佐藤道雄 泉明宏 | 10月25日       |

## 『異次元の世界エルハザード』
テレビアニメ版の第2作目。OVA版第2期後の続編となっている。

### あらすじ（TV版2）
引退したミーズにかわり新たな水の大神官であるクァウール・タウラスが到着したが、就任式の日に誠たちは次元転移装置の暴走により異世界クレタリアの各地へと飛ばされてしまった。

### スタッフ（TV版2）
- 企画 - 真木太郎、三浦亨
- 原案 - 林宏樹
- 監督 - 菊地康仁
- シリーズ構成 - 山田光洋
- キャラクター原案 - 中沢一登
- キャラクターデザイン - 奥田淳、小林利充
- デザインワークス - 渡辺浩二
- 美術監督 - 桑原悟
- 色彩設計 - 関美恵子
- 撮影監督 - 岡崎英夫
- 編集 - 西出榮子
- 音響監督 - 本田保則
- 音楽 - 長岡成貢
- プロデューサー - 森尻和明、渡辺欽哉、井上博明
- アニメーション制作 - AIC
- 製作 - PIONEER LDC

### 主題歌（TV版2）
オープニングテーマ「13月の革命」
作詞 - 森雪之丞 / 作曲 - 西村麻聡 / 編曲 - FENCE OF DEFENSE、月光恵亮 / 歌 - FENCE OF DEFENSE
エンディングテーマ「神様がくれた日」
作詞・作曲・歌 - 泉川そら / 編曲 - 有木詠人
第13話エンディングテーマ「ラブ・マニア!」
作詞 - 三井ゆきこ / 作曲・編曲 - 長岡成貢 / 歌 - 坂本真綾、夏樹リオ、柊美冬、小桜エツ子

### 各話リスト（TV版2）
| 話数                                                | サブタイトル                 | 脚本              | 絵コンテ                         | 演出           | 作画監督 | 放送日        |
| --------------------------------------------------- | ---------------------------- | ----------------- | -------------------------------- | -------------- | -------- | ------------- |
| 第一夜                                              | 消えた? 水の大神官           | 山田光洋          | キクチヤスヒト                   | キクチヤスヒト | 小林利充 | 1998年 1月7日 |
| 第二夜                                              | 開かれる、未知への扉         | 山田光洋          | 石山タカ明                       | 三泥無成       | 毛利和昭 | 1月14日       |
| 第三夜                                              | 舞い降りた、二人の天女       | 山田光洋 山口宏   | 久米一成                         | 久米一成       | 津幡佳明 | 1月21日       |
| 第四夜                                              | 迫り来る、白き甘い罠         | 山田光洋          | 市川ゴン                         | 三泥無成       | 毛利和昭 | 1月28日       |
| 第五夜                                              | 夢ひらく、天空の楽園         | 山田光洋 三井秀樹 | 阿部雅司 キクチヤスヒト          | 矢野篤         | 津幡佳明 | 2月4日        |
| 第六夜                                              | 商売繁盛、恋の使者           | 山田光洋          | 関野昌弘                         | 関野昌弘       | 関野昌弘 | 2月11日       |
| 第七夜                                              | 禁じられた・迷宮             | 山田光洋          | 石山タカ明 キクチヤスヒト        | 藤寺アキヒコ   | 毛利和昭 | 2月18日       |
| 第八夜                                              | 仕掛けられた・妖艶なる罠     | 山田光洋          | 市川ゴン 阿部雅司 キクチヤスヒト | 阿部雅司       | 津幡佳明 | 2月25日       |
| 第九夜                                              | 破られた・聖なる掟           | 山田光洋          | キクチヤスヒト                   | キクチヤスヒト | 小林利充 | 3月4日        |
| 第十夜                                              | 再びまみえる・宿命のライバル | 山田光洋          | 阿部雅司                         | 阿部雅司       | 毛利和昭 | 3月11日       |
| 第十一夜                                            | 封印された・あやまち         | 山田光洋          | 阿部雅司                         | 阿部雅司       | 津幡佳明 | 3月18日       |
| 第十二夜                                            | 忌わしき・天空の扉           | 山田光洋          | キクチヤスヒト                   | キクチヤスヒト | 小林利充 | 3月25日       |
| 異次元の世界エルハザード∞（ビデオ購入者用特典映像） |                              |                   |                                  |                |          |               |
| 第十三夜                                            | 魅惑・誘惑・みそぎの夜       | 山田光洋          | 中山岳洋                         | 中山岳洋       | 中山岳洋 | -             |

| テレビ東京系 水曜日25:15枠 | テレビ東京系 水曜日25:15枠 | テレビ東京系 水曜日25:15枠 |
| 前番組                     | 番組名                     | 次番組                     |
| -------------------------- | -------------------------- | -------------------------- |
| ネクスト戦記EHRGEIZ        | 異次元の世界エルハザード   | TRIGUN                     |

## 『幻双の世界エルハザード(仮題)』[2]
AICリブートアニメ企画第4弾として、企画されているアニメーションプロジェクトで最終的にTVアニメシリーズまで成長させることを目指している。キャラクターデザイン：栗田新一、監督：丸山裕介。主人公の名前はナオト、メインヒロインは陣内とディーバの娘、陣内ファラーシャ。クラウドファンディングとして、2018年6月30日に募集を開始し、2018年10月30日に募集を終了した。

## ビデオソフト
20世紀までにOVA版・TV版ともにVHS、LD・DVDで発売された。その後も廉価版DVDボックスが不定期に発売されている。
2010年代初頭、OVA版1期Blu-rayBOXが数度の発売延期を経た後の2014年9月26日、高解像度（HD）テレシネを行ったニューマスターを収録し発売された。

## メディアミックス作品

### 漫画版
つぶらひでともによる漫画化。単行本（全3巻）が1996年から1997年にかけて徳間書店から出版。 水原誠とイフリータを中心とした物語でOVA版やTV版に比べてラブコメディ色は薄い。徳間書店の漫画誌『少年キャプテン』に1995年12月号から1997年2月号にかけて連載されていたが、物語が終盤を迎えた時点で休刊となり、結末は『アニメージュ』1997年6月号増刊号総集編に掲載された。OVA版をベースにしているがルーンはTV版でガレスとの婚約も無い。ファトラが存在しないため神の目の機動のために囚われるのはルーンとなる。イフリータ以外の鬼神として幻影族に従うアブザハールとジニスタシアが登場。
あらすじ
学校の地下に眠っていた遺跡に入り込んだ高校生の水原誠は、遺跡の中から現れた女性によって異世界のエルハザードに転送されてしまう。
転送された地において、バグロムに襲撃されていたロシュタリア王女ルーン・ヴェーナスの従者アレーレ・レレライルを助けたことにより、水原誠は人類対バグロムの戦争に深く関わることになる。エルハザードでは古来より、人類とバグロムとの間に争いが続いていた。人類側の盟主であるルーン・ヴェーナスは、劣勢を打開すべく、先史文明の遺産である超兵器「神の目」の封印解除を行う決意を固め、自らの従者を大神官への使者として派遣していたのである。
一方、水原誠に巻き込まれてエルハザードに転移していた陣内克彦は、バグロムと手を組んでいた。陣内克彦は、王族にしか扱えない「神の目」に対抗すべく、先史文明のもうひとつの遺産である鬼神イフリータの奪取を画策する。陣内克彦はバグロムと共にロシュタリア王宮の地下に潜入し、これに気づいた水原誠たちと争いになるが、イフリータの制御権を手に入れることに成功する。成り行きからイフリータの起動の場に居合わせた水原誠は、イフリータの姿が、自分をエルハザードに転送した女性と瓜二つなのを見て驚く。
バグロムとの戦いが進む中、幻影族によるエルハザード殲滅の陰謀が明らかになる。水原誠は、心の自由を得ることに成功したイフリータと共に、幻影族に戦いを挑む。激しい戦闘の末、幻影族の企ては阻止される。しかし、エルハザード滅亡を回避するために自ら犠牲となったイフリータが、時空の彼方に飛ばされてしまう。実は、水原誠をエルハザードに転送したのは、イフリータ本人であった。古代の地球に漂着した彼女は、エルハザードを救うため、水原誠と出会うまでの間休眠していたのだ。
水原誠をエルハザードに転送することで最後の活動エネルギーを使い果たし、自分の最期を覚悟するイフリータ。そんなイフリータの前に、水原誠が迎えに現れて物語は幕を閉じる。

### 小説
- 『神秘の世界エルハザード （上・下）』（倉田英之、徳間書店、1996年）
  - OVAともTV版とも違うオリジナルストーリー。OVA版の無機的な女性、TV版の天然少女型、本作オリジナルのギャル風の三体のイフリータが登場する。
- 『神秘の世界エルハザード 外伝〈1〉炎を継ぐもの』（倉田英之、徳間書店、1996年）
  - シェーラの少女時代を描く外伝。OVAの後日談にあたるが、OVA2に設定は引き継がれていない。
  - 上記2冊は完成度が高く、本編終了後の展開（CDドラマやTV版）にネタの転用などの影響を与えている。
- 『幻日の世界エルハザード （上・下）』（桑原忍、竹書房、1996年）
  - 祭事に際し宝探しを命じられた誠一行らが、冒険の末エルハザード支配を目論んだ異種族・天使族と闘い、これを倒す。OVAの後日談だが、シリーズ終了前に書かれたために少々齟齬がある。
- 『神秘の世界エルハザード 「幻書伝」紅の書』（健部伸明、桑原忍、竹書房、1996年）
  - 田舎の貴族の要請で遺跡調査に赴いた誠一行は、遺跡でイフリータの別機体と出会う。『幻日』の続編。
- 『神秘の世界エルハザード 「幻書伝」翠の書』（行雲斎流水、桑原忍、竹書房 1996年）
  - ロシュタリアに突如として起こった賭け事のブーム。元凶はやはり陣内とバグロムであった。『幻日』の続編。
- 『神秘の世界エルハザード 「幻書伝」橙の書』（植田浩二、桑原忍、竹書房 1996年）
  - 度重なる冒険により疲れた誠達は、休養を思い立ちロシュタリア郊外の温泉施設に向う。だが、施設は再起を目論む陣内とバグロム一派によるものだった。『幻日』の続編。
- 『神秘の世界エルハザード 王立エルハザード大学』（健部伸明、桑原忍、竹書房 1997年）
  - 平和になったエルハザードに初の大規模な公共の教育機関を作る試みが行われる。が、陣内の横槍で事態は転々とする。
  - OVA2の制作発表を受けながらの発刊であったが、本編ではすでに決着がついているミーズと藤沢の恋愛に新しい恋のライバルが現れるなど、あまり本編との繋がりは見られない。『幻日』の続編。
- 『神秘の世界エルハザード 王立大学課外授業編』（桑原忍、竹書房、1997年）
  - 王宮見学に行った誠たちは、封印された地下で扉に入る者の願望を夢にして見せる古代遺跡に出会う。
  - エルフのような容姿の謎の少女パルパル・アイランドが新たに登場するが、続編がafter festival specialしか出なかったため、ほとんど登場するだけで終わってしまった。『幻日』の続編。
- 『神秘の世界エルハザード2 破壊神カーリア』（健部伸明、ソニー・マガジンズ、1998年）
  - OVA2のノベライズ。ファトラの性格描写が本編と異なる。
- 『異次元の世界エルハザード またひとつ、君は扉を見つけた （上・下）』（桑原忍、ソニー・マガジンズ 1998年）
  - TV版のノベライズ。物語の背景設定の補完があり、本編より解り易い。
- 『異次元の世界エルハザード after festival special〈1〉』（健部伸明、桑原忍、ソニー・マガジンズ 1998年）
  - 『異次元の世界～』の設定を受けての『幻日』の続編。捕縛され裁判を受ける陣内やそれに一目惚れするパルパル、幻影族からの新たな刺客、神の目の安全な起動に成功するなど単発的な話がまとまっている。
  - 一部イラストの挿入位置がおかしい部分がある。
- 『運命のアガスティア』（岩永哲哉 同人誌 2000年）
  - 水原誠の声優である岩永哲哉の作品、幻影族最後の反撃と誠の胸中の葛藤、異種族間の融和への希望などを描く。OVA2以降の話。制作に関わったスタッフの最後の作品である。

### CD
- 『神秘の世界エルハザード　音楽篇』（パイオニアLDC 1995年3月22日）
OVA設定で三神官のドラマ3話（脚本：月村了衛）とキャラクターソングを収録。
収録曲は以下の4曲。
「山のあな」（歌：島津冴子　作詞：枯堂夏子　作曲/編曲：長岡成貢）
「かしまし修行」（歌：吉田美保　作詞：枯堂夏子　作曲/編曲：長岡成貢）
「風下に、てやんでえ！」（歌：桜井智　作詞：枯堂夏子　作曲/編曲：長岡成貢）
「BOYS BE FREE!」（歌：小桜エツ子　作詞：枯堂夏子　作曲/編曲：長岡成貢）
- 『神秘の世界エルハザード　CDスペシャル　「陣内の世界エルハザード」』（パイオニアLDC 1995年9月21日）
収録内容はドラマとキャラクターソング。ドラマは「帝王への道・その第一歩」から「第四歩」（脚本：月村了衛）の4話。
ドラマでは陣内克彦を主役にし、陣内視点で見た水原誠との因縁（陣内の一方的な敵対意識）の小学生時代と高校生時代、そしてエルハザード時代が語られる。
収録されたキャラクターソングは以下の4曲。
「征服王・陣内克彦」（歌：陣内克彦（置鮎龍太郎）　作詞：枯堂夏子　作曲：藤原いくろう　編曲：宮崎慎二）
「銭の花」（歌：夏樹リオ　作詞：枯堂夏子　作曲：宮島律子　編曲：久保田邦夫）
「バグロム数え歌」（歌/作詞/作曲：山本正之　編曲：久保田邦夫）
「冒険」（歌：岩永哲哉　作詞：枯堂夏子　作曲：千沢仁　編曲：北村仁志）
- 『TV「神秘の世界エルハザード」CDシリーズ-1　〜縁談の世界エルハザード〜』（パイオニアLDC 1995年12月21日）
TV版設定のルーンのドラマ7話（脚本：月村了衛）とTV版OPとEDを収録。
- 『神秘の世界エルハザード　音楽篇VOL.2 -美少女の世界エルハザード-』（パイオニアLDC 1996年2月10日）
OVA設定でファトラのドラマ4話（脚本：倉田英之）とキャラクターソングとBGM、そしてOVA第一期EDを収録。
収録された歌は以下の5曲。
「GOLD FINGER」（歌：柊美冬　作詞：枯堂夏子　作曲：久保田邦夫　編曲：北村仁志）
「組曲“神秘”天空編[4]」1・2 （歌：柊美冬・小桜エツ子　作詞：枯堂夏子　作曲/編曲：北村仁志）
「組曲“神秘”美学編」（歌：柊美冬・小桜エツ子　作詞：枯堂夏子　作曲/編曲：北村仁志）
「ちいさな花」（歌：天野由梨　作詞：枯堂夏子　作曲/編曲：長岡成貢）
- 『TV「神秘の世界エルハザード」CDシリーズ-2　〜勝負の世界エルハザード〜』（パイオニアLDC 1996年5月10日）
- 『ラジオの世界エルハザード CDスペシャル』（パイオニアLDC 1996年7月24日）
TBSラジオで放送されたドラマ（脚本：倉田英之）とOP・EDを収録した2枚組。OVA版を基準とするが若干違った世界設定。ルーンはOVA版で登場し、ファトラも登場。TV版イフリータがOVA版イフリータの妹として『イフリーナ』の名で登場。先エルハザード文明に関わるキャラとして大技官サーリアが登場。
収録された歌は以下の3曲。
OP「異次元道中」（歌：岩永哲哉・小桜エツ子）
ED1「なんでやねん」（歌：岩永哲哉）
ED2「かえろうよ」（歌：小桜エツ子）
- 『神秘の世界エルハザード  EL-HAZARD交響組曲』（パイオニアLDC 1997年）
OVA第一期のBGMをスロバキア・フィルがオーケストラ・アレンジ。
- 『神秘の世界エルハザード2 音楽篇 〜菜々美のスペシャル・ブライダルフェア〜』（パイオニアLDC 1997年5月28日）
OVA第二期設定。
- 『ラジオドラマ「神秘の世界エルハザード2」スペシャル』（パイオニアLDC 1997年8月27日）
OVA第二期設定。
- 『異次元の世界エルハザード 音楽篇』（パイオニアLDC 1998年2月25日）
- 『神秘の世界エルハザード 大全集』（パイオニアLDC 1998年）
過去発売されたCDをまとめた6枚組ボックス仕様。

### ゲーム
- 『神秘の世界エルハザード』（NEC PC-9821シリーズ用ADVソフト、パイオニアLDC 1996年）
- 『神秘の世界エルハザード for SEGA SATURN』（セガサターン用ADVソフト、パイオニアLDC 1996年）
誠を主人公としたアドベンチャーゲーム。本作のみのヒロインとして、地の大神官イシエルが登場する。ルーンやイフリータなどキャラクター設定に関してはTV版準拠だが、地球人の特殊能力、神の目、幻影族の設定はOVA版準拠であり、両者が混在した世界・ストーリーとなっている。なお、ストーリー上での関わりは無いが、OVA版のファトラ王女も隠れキャラクターとして登場する。
絵はほぼすべてが新作であり、TV版に比べると大幅に高品質で絵柄も安定している。またメインヒロインと四神官の初登場シーンや、ルーン、イフリータ、菜々美の3人の個別エンディングなどではムービーが挿入される。
主要女性キャラクターは藤澤にぞっこんのミーズを除き全員攻略可能。ただし四神官は全員で1つのエンディングとなる。
- 『El-Hazard RPG And Resource Book』（テーブルトークRPG、Guardians of Order社 2001年）
北米で発売されたTRPG。